# Pouilly-en-Auxois
Pouilly-en-Auxois – miejscowość i gmina we Francji, w regionie Burgundia-Franche-Comté, w departamencie Côte-d’Or.
Według danych na rok 1990 gminę zamieszkiwały 1372 osoby, a gęstość zaludnienia wynosiła 136 osób/km² (wśród 2044 gmin Burgundii Pouilly-en-Auxois plasuje się na 165. miejscu pod względem liczby ludności, natomiast pod względem powierzchni na miejscu 925.).